# Xavier Rubio
Xavier Rubio Civit (Reus, 15 agosto 1994) è un hockeista su pista spagnolo, attaccante dell'Hockey Sarzana.

## Palmarès

### Club

#### Competizioni nazionali
- Federation Cup: 1

Sarzana: 2017-2018
- Supercoppa italiana: 1

Forte dei Marmi: 2019